# Alexander Dennis
Alexander Dennis Ltd. – brytyjskie przedsiębiorstwo branży motoryzacyjnej zajmujące się produkcją autobusów.
Przedsiębiorstwo powstało w 2004 roku, w wyniku wykupienia przez grupę przedsiębiorców spółek Alexander i Dennis, będących od 2001 roku częścią przedsiębiorstwa TransBus International, które znalazło się w stanie upadłości. W 2007 roku Alexander Dennis zakupił spółkę Plaxton (wcześniej również należącą do TransBus International, a następnie niezależną), stając się największym producentem autobusów w Wielkiej Brytanii.
Alexander Dennis został kupiony przez kanadyjskiego producenta autobusów i spółkę NFI Group w maju 2019.
Siedziba przedsiębiorstwa mieści się w Edynburgu, a główne zakłady produkcyjne w miastach Falkirk, Guildford oraz Scarborough.

## Modele
Obecnie produkowane pojazdy:
- Enviro200 – autobus miejski klasy midi
- Enviro200H – autobus miejski klasy midi z napędem hybrydowym
- Enviro300 – autobus miejski klasy maxi
- Enviro350H – autobus miejski klasy maxi z napędem hybrydowym
- Enviro400 – piętrowy autobus miejski
- Enviro400H – piętrowy autobus miejski klasy z napędem hybrydowym
- Enviro400 Open Top – piętrowy autobus miejski z otwartym dachem
- Enviro500 – piętrowy autobus miejski
- Primo – autobus miejski klasy midi
- Centro – autobus miejski klasy maxi
- Javelin – autobus dalekobieżny klasy maxi

Należąca do Alexander Dennis spółka Plaxton produkuje autobusy (głównie autokary) sprzedawane pod własną marką.